# Jerzy Jan Battek
Jerzy Jan Battek (ur. 14 stycznia 1927, zm. 12 sierpnia 1991) – polski matematyk.

## Życiorys

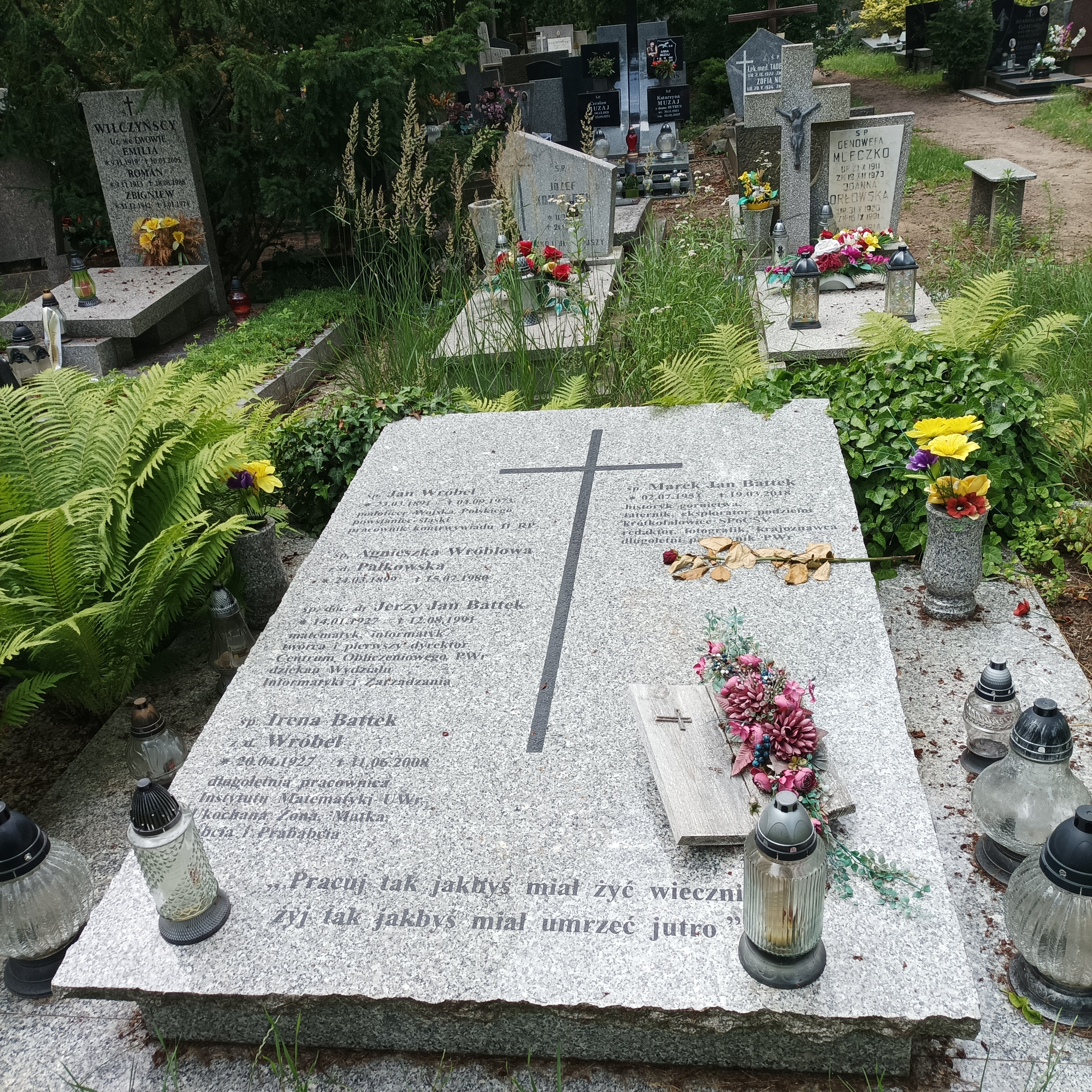
Grób prof. Jerzego Battka na Cmentarzu Świętej Rodziny we Wrocławiu

Urodził się 14 stycznia 1927 r. Okres wojny spędził w Krakowie, uczęszczając na tajne komplety. W 1945 r. zdał małą maturę, po czym przeniósł się na Dolny Śląsk i kontynuował naukę w liceum dla dorosłych we Wrocławiu. Po maturze w 1947 r. podjął studia Wydziale Matematyczno-Fizyko-Chemicznym Uniwersytetu Wrocławskiego. Jeszcze w latach 1949–1952 był nauczycielem w szkołach średnich w Wołowie i Wrocławiu, a po ukończeniu studiów w 1952 r. rozpoczął pracę w Katedrze Matematyki Politechniki Wrocławskiej.
W 1953 r. zaczął równocześnie pracę w Państwowym Instytucie Matematycznym, gdzie skonstruował kilka modeli przyrządów realizujących projekty Hugo Steinhausa. Pracę doktorską obronił w 1961 r. na Uniwersytecie Wrocławskim i został awansowany na adiunkta, a w następnym roku objął kierownictwo Zakładu Metod Numerycznych i Graficznych w Katedrze Matematyki Politechniki Wrocławskiej. Dostrzegł możliwość zastosowania komputerów do rozwiązywania problemów numerycznych w naukach przyrodniczych i technicznych i szybko zaczął starania o stworzenie własnego ośrodka obliczeniowego, który został utworzony w roku 1965 wokół maszyny Odra-1003 i został jego kierownikiem (później dyrektorem), pozostając na tym stanowisku do 1983 r. W 1968 r. został docentem i wyjechał na dziewięciomiesięczny staż do ZSRR, a w 1970 r. czteromiesięczny staż w USA i Wielkiej Brytanii. W 1987 r. został prodziekanem Wydziału Informatyki i Zarządzania Politechniki Wrocławskiej.
Otrzymał Krzyż Kawalerski Orderu Odrodzenia Polski, Medal Komisji Edukacji Narodowej, Złoty Krzyż Zasługi, 4 nagrody ministra i ponad 20 nagród rektora.
Zmarł 12 sierpnia 1991 r. i został pochowany na cmentarzu św. Rodziny przy ul. Smętnej we Wrocławiu.